# Glasgow Grand Prix 2014
Navigation
Édition précédente Édition suivante
Le Glasgow Grand Prix 2014 a eu lieu les 11 et 12 juillet 2014 à l'Hampden Park de Glasgow, en Écosse. Il constitue la neuvième étape de la Ligue de diamant 2014. Ce meeting, disputé jusqu'alors à Londres (London Grand Prix), se déroule pour la première fois à Glasgow en raison de l'indisponibilité de la piste d'athlétisme du Stade olympique de Londres pour cause de travaux de rénovation.

## Résultats

### Hommes
| Épreuve           | Vainqueur                         | Second                        | Troisième                          |
| ----------------- | --------------------------------- | ----------------------------- | ---------------------------------- |
| 100 m             | Nickel Ashmeade 9 s 97 (SB)       | Michael Rodgers 9 s 97 (SB)   | Nesta Carter 9 s 98 (SB)           |
| 800 m             | David Rudisha 1 min 43 s 34 (=WL) | André Olivier 1 min 45 s 65   | Michael Rimmer 1 min 45 s 89 (SB)  |
| 5 000 m           | Hagos Gebrhiwet 13 min 11 s 09    | Yenew Alamirew 13 min 11 s 76 | Edwin Cheruiyot Soi 13 min 13 s 52 |
| 400 m haies       | Javier Culson 48 s 35 (SB)        | Ashton Eaton 48 s 69 (PB)     | Michael Tinsley 48 s 91            |
| Triple saut       | Christian Taylor 17,36 m          | Will Claye 17,27 m            | Chris Benard 16,54 m               |
| Lancer du poids   | Reese Hoffa 21,67 m (SB)          | David Storl 21,38 m           | Tom Walsh 21,23 m (NR)             |
| Lancer du javelot | Thomas Röhler 86,99 m (PB)        | Vitezslav Vesely 85,23 m      | Tero Pitkämäki 84,95 m             |

### Femmes
| Épreuve          | Vainqueur                           | Seconde                               | Troisième                        |
| ---------------- | ----------------------------------- | ------------------------------------- | -------------------------------- |
| 200 m            | Dafne Schippers 22 s 34 (NR)        | Allyson Felix 22 s 35                 | Blessing Okagbare 22 s 41        |
| 400 m            | Francena McCorory 49 s 93           | Sanya Richards-Ross 50 s 39           | Novlene Williams-Mills 50 s 60   |
| 1 500 m          | Sifan Hassan 4 min 0 s 67 (MR)      | Abeba Aregawi 4 min 0 s 94            | Axumawit Embaye 4 min 2 s 78     |
| 3 000 m steeple  | Hiwot Ayalew 9 min 10 s 64 (WL, MR) | Emma Coburn 9 min 11 s 42 (AR)        | Milcah Chemos 9 min 21 s 91 (SB) |
| 100 m haies      | Queen Harrison 12 s 58              | Lolo Jones 12 s 68                    | Sally Pearson 12 s 87            |
| Saut en hauteur  | Blanka Vlašić 1,96 m                | Inika McPherson 1,93 m                | Ana Simic 1,93 m                 |
| Saut à la perche | Fabiana Murer 4,65 m                | Katerina Stefanidi 4,65 m (PB)        | Yarisley Silva 4,65 m            |
| Saut en longueur | Tianna Bartoletta 6,98 m            | Katarina Johnson-Thompson 6,92 m (PB) | Shara Proctor 6,82 m (SB)        |
| Lancer du disque | Gia Lewis-Smallwood 67,59 m (PB)    | Sandra Perković 66,30 m               | Dani Samuels 65,21 m             |

## Légende
Records et Performances
- AR : Record continental (area record)
- CR : Record des championnats (championship record)
- MR : Record du meeting (meet record)
- NR : Record national (national record)
- OR : Record olympique (olympic record)
- PR : Record paralympique (paralympic record)
- PB : Record personnel (personal best)
- SB : Meilleure performance personnelle de la saison (season's best)
- WL : Meilleure performance mondiale de l'année (world leader)
- WJR : Record du monde junior (world junior record)
- WR : Record du monde (world record)

Circonstances et Conditions
- DNF : N'a pas terminé (did not finish)
- DNS : N'a pas pris le départ (did not start)
- DQ : Disqualification (disqualification)
- NM : Aucun essai valable enregistré (No Mark)
- Q : Qualifié « directement » au prochain tour (ou à la prochaine compétition), lors d'une compétition majeure, grâce au classement ou à la réalisation des minima (automatic qualifier)
- q : Qualifié au prochain tour (ou à la prochaine compétition), lors d'une compétition majeure, grâce au repêchage ou à la réalisation de l'une des meilleures performances parmi celles des « non qualifiés directement » (grâce au meilleur temps ou à la meilleure distance par exemple) (secondary qualifier)